# Honecker und der Pastor
Honecker und der Pastor ist ein deutscher Fernsehfilm, der am 18. März 2022 auf Arte und am 21. März 2022 im ZDF gesendet wurde. Ergänzend wurde die Dokumentation Honecker und der Pastor – Die Dokumentation gezeigt.

## Handlung
Uwe Holmer führt mit seiner Familie ein ruhiges Leben als Pastor und Bürgermeister der Gemeinde von Lobetal, einer Bodelschwinghschen Einrichtung für im Leben Gestrandete in der Nähe von Berlin.
Mit der Ruhe ist es vorbei, als im Januar 1990 der im Zuge der friedlichen Revolution gestürzte Staatsratsvorsitzende Erich Honecker und seine Frau Margot im Pfarrhaus Asyl finden. Die Holmers haben sich aus einer christlichen Überzeugung heraus zu diesem Schritt entschieden, da Erich Honecker frisch operiert aus dem Krankenhaus entlassen wurde und durch die politischen Umstände kein Zuhause mehr hat. Niemand sonst will dem Paar, unter dessen Herrschaft auch die Holmers haben leiden müssen, Obdach gewähren. Für zehn Wochen beherbergen die tief in ihrem Glauben verwurzelten Holmers die illustren Obdachlosen, wofür so gut wie niemand im Ort Verständnis hat. Auch innerhalb von Holmers Familie besteht großer Unmut, denn die zwei noch im Hause wohnenden Kinder Kornelius und Traugott müssen auf Anordnung der Eltern nun in einem Zimmer wohnen, damit die Gäste mehr Raum zur Verfügung haben. Schon bei den ersten Gesprächen der Holmers mit den Honeckers werden ihre Differenzen klar und Traugott wirft Margot Honecker vor, dass sie daran schuld sei, dass keiner seiner älteren acht Geschwister das Abitur machen durfte.
Während Erich Honecker sich krankheitsbedingt im Hintergrund hält, stellt sich seine Frau den täglichen Haushaltsaufgaben. Sie ist sich nicht zu schade, mit abzuwaschen oder die Treppe zu wischen. Allerdings wünscht ihr Mann, für Kost und Logis aufzukommen, was Holmer aber ablehnt, weil seiner Meinung nach Barmherzigkeit nicht käuflich sei. Die Honeckers selbst sehen jedoch, bei aller Dankbarkeit, diese Barmherzigkeit als Demütigung an. Pastor Holmer zeigt seine Verwunderung darüber, dass keiner von Honeckers angeblichen Freunden der Vergangenheit dazu bereit gewesen sei, sie aufzunehmen. Ein wenig befindet er sich jedoch nun in einer ähnlichen Situation, denn Holmers Amtskollegen geben auch ihm im Moment wenig Rückenhalt. Aufgrund der Unterdrückung von Christen in der DDR können sie die Entscheidung der Holmers nicht nachvollziehen.
Wie befürchtet, steht das kleine Lobetal mit der Ankunft der Honeckers im Fokus der internationalen medialen Öffentlichkeit. Reporter aus den unterschiedlichsten Ländern sind vor Ort und versuchen krampfhaft, Interviews und Bilder dieser außergewöhnlichen Gäste zu bekommen. Derweil finden im Ort massive Demonstrationen statt, auf denen die Inhaftierung der Honeckers gefordert wird. Er selbst kommentiert dies recht sarkastisch mit den Worten: „Sollen sie mich doch erschießen, wie den Ceaușescu. Nützen wird das ihnen gar nichts.“ Holmer, der die Leute alle persönlich kennt, kann sie beschwichtigen und bringt die Demonstration zur Auflösung. Bei einem abschließenden Spaziergang der Holmers und der Honeckers zeigen diese noch immer wenig Einsicht in ihre Untaten der Vergangenheit. Das Volk hätte doch nach „ihren Regeln“ gut leben können. Das Argument des Pfarrers, dass es eben ihre Regeln gewesen seien und sie das Volk dazu nicht befragt hätten, lassen sie einfach nicht gelten. Sie räumen zwar ein, Fehler gemacht zu haben, aber sofern man daraus lerne, gehe das in Ordnung. Schließlich mache jeder Fehler.
Bei einer Live-Fernsehsendung, der sich Uwe Holmer stellt, kommt es zu einem Zwischenfall, als eine junge Frau im Publikum spontan von ihrer Vergangenheit in der „Hölle“, dem geschlossenen Jugendwerkhof Torgaus berichtet, weshalb sie der Meinung ist, dass niemand, auch kein Pfarrer, dazu berechtigt sei, solchen Menschen wie den Honeckers zu vergeben. Wieder zurück in Lobetal, rechtfertigt sich Margot Honecker, dass ihr sehr viele dieser Jugendlichen dankbar gewesen seien, durch den Jugendwerkhof den richtigen Weg wiedergefunden zu haben. Die Holmers sind nur sprachlos. Das setzt sich fort, als sich die Honeckers weigern, das Haus zu verlassen, nachdem es eine Bombendrohung gibt und alle Bewohner evakuiert werden sollen. Da der Pfarrer in schweren Stunden niemanden allein lassen will, bleibt auch er im Haus. Zum Glück gibt es schon bald Entwarnung, und niemand wird verletzt. Die Honeckers verkünden daraufhin ihren Auszug, denn es gäbe inzwischen eine Möglichkeit, in ein Gästehaus der Regierung in Lindow umzuziehen. Sie wollen die Holmers nicht noch einmal in Gefahr bringen und ihnen ihre Anwesenheit nicht länger zumuten.
Die ganze Familie atmet auf, und die Jungs beziehen schnell ihre alten Zimmer, was sich aber als zu voreilig herausstellt. In Lindow hat der ganze Ort rebelliert, und so wurden die Honeckers zurückgeschickt und stehen nun bei den Holmers wieder vor der Tür. Sie ziehen wieder ein, bis sie dann 14 Tage später endgültig Lobetal verlassen und in einem sowjetischen Militärhospital unterkommen.

## Hintergrund
Der Film beruht auf einer wahren Begebenheit, was in einer späteren Dokumentation zu sehen ist. Er wurde an 24 Drehtagen vom 23. Februar 2021 bis zum 26. März 2021 in Potsdam, unter anderem im Studio Babelsberg, gedreht. Die Dreharbeiten für den Dokumentarfilm dauerten über zwei Jahre.
Am 22. November 2022 lief der Film im Wettbewerb der „TeleVisionale“ (= neue Bezeichnung für das „Fernsehfestival Baden-Baden“ der Deutschen Akademie der Darstellenden Künste).
Die TAZ schrieb zu dem Film: „Dass Margot die von den Honeckers mitbenutzten Treppen im Haus auch mal höchstpersönlich gewischt habe, bezeugt in der Doku der jüngste Sohn der Holmers. Dass sie dabei gar auf die Knie gegangen ist, mag Liefers sich hinzugedacht haben – es ist ein zu schönes Bild.“ Ebenso realistisch war die Beschwichtigung der Demonstranten in Lobetal. Sie ließen sich auf Gespräche ein und konnten so beschwichtigt werden.

## Rezeption

### Kritiken
Die TV-Kritikseite Tittelbach.tv lobt: „Drehbuch-Autor Fred Breinersdorfer sorgt für einen spannenden, ernsthaften und auch mal skurrilen und tragikomischen Clash der Weltanschauungen. Glänzendes Ensemble (Bauer, Kühnert, Selge, Schnitzler) in einem wunderbar fotografierten Film (Ralf Noack) über die tiefer gehende Frage, ob Versöhnung angebracht und möglich ist.“
Oliver Armknecht bei film-rezensionen.de kritisiert: „Honecker und der Pastor ist nicht wirklich die Geschichte eines Austausches. Bis zuletzt bleiben sie stur dabei, dass sie und nur sie recht haben. Dadurch bleiben auch die Diskussionen eher an der Oberfläche, was angesichts der Themen schade ist.“

### Einschaltquote
Die Erstausstrahlung von Honecker und der Pastor am 21. März 2022 wurde in Deutschland von 3,41 Millionen Zuschauern gesehen und erreichte einen Marktanteil von 11,8 % für  das ZDF. In der Altersgruppe von 14–49 Jahren erreichte Honecker und der Pastor 0,34 Millionen Zuschauer und damit einen Marktanteil von nur 4,8 Prozent in dieser Altersgruppe.

### Auszeichnungen
- 2022: DAfFNE-Preis der Deutschen Akademie für Fernsehen in der Kategorie „Maskenbild“ für Grit Kosse und Uta Spikerman[10]
- 2023: Nominierung für den Grimme-Preis[11]
- 2023: Goldener Kompass[12]